# (74045) 1998 HG102
(74045) 1998 HG102 – planetoida z pasa głównego asteroid okrążająca Słońce w ciągu 3 lat i 311 dni w średniej odległości 2,46 j.a. Została odkryta 25 kwietnia 1998 roku.